# Rumen Radev
Rumen Radev (búlgar: Румен Георгиев Радев)  (Dimitrovgrad, 18 de juny de 1963) és un polític búlgar i antic general major que actualment és president de Bulgària des del 22 de gener de 2017. A part del búlgar, Radev també parla rus, alemany i anglès. El pare de Radev va morir el 6 d'abril de 2020.
Radev va servir anteriorment comandant de la Força Aèria Búlgara. Va guanyar les eleccions presidencials búlgares de 2016, com a candidat independent amb el suport del Partit Socialista Búlgar, derrotant a la candidata del GERB Tsetska Tsacheva a la segona volta. Més endavant, va guanyar un segon mandat consecutiu a les eleccions de novembre de 2021, amb el 66,7% dels vots a la segona volta.
Radev és membre de l'Església Ortodoxa Búlgara. Va manifestar el seu suport als esforços de l'església búlgara per introduir l'educació religiosa a les escoles i va declarar que «el suport de l'Església ortodoxa búlgara i el benestar espiritual dels fidels segueix essent la primera prioritat per a l'Estat». Radev també va expressar la seva admiració pel papa Francesc, considerant-lo «la veu dels febles i dels desfavorits».

## Política exterior
L'abril de 2018, va criticar els bombardeigs occidentals de 2018 contra Síria sense l'aprovació del Consell de Seguretat de les Nacions Unides, en canvi va demanar «menys armes i més diàleg». El 24 de gener de 2018 Radev va condemnar la invasió turca del nord de Síria amb l'objectiu d'expulsar les Unitats de Protecció Popular de l'enclavament d'Afrin i va insistir que la Unió Europea (UE) hauria d'intervenir per aturar-la.
Durant la campanya per a les eleccions legislatives búlgares del 2021, Radev va acusar el president turc Recep Tayyip Erdoğan d'interferir-se en els afers interns de Bulgària després de participar en una videoconferència amb el partit polític búlgar DPS. El desembre de 2022 Radev va visitar Erdogan, aconseguint un acord per a millorar la seguretat fronterera i augmentar la cooperació en el sector energètic arran d'un acord signat amb la companyia de gas turca Botas. El 29 de maig de 2023 Radev va felicitar Erdogan per la seva reelecció després de les eleccions presidencials turques de 2023, i més endavant va assistir a la seva investidura, essent l'únic cap d'estat de la UE a fer-ho.
El febrer de 2019, Radev va condemnar el reconeixement per part del govern de Boiko Boríssov del líder de l'oposició veneçolana Juan Guaidó com a president interí de Veneçuela durant la crisi presidencial veneçolana de 2019, i va afegir que creia que el govern havia superat la seva autoritat en reconèixer el líder de l'oposició com a president interí. Radev va criticar a més el reconeixement de Guaidó per part de la UE), instant tant al país com a la UE a mantenir-se neutrals i abstenir-se de reconèixer Guaidó, ja que considerava que aquest reconeixement imposava un ultimàtum, i que només agreujaria la crisi a Veneçuela.
Radev s'ha mostrat molt crític amb les posicions d'Àustria i els Països Baixos, que el desembre de 2022 van anunciar que vetarien l'accés de Bulgària a l'espai Schengen, qualificant la decisió de «cínica» i en contrast amb el concepte de solidaritat europea. Durant una cimera de la UE el 15 de desembre de 2022, Radev va sol·licitar als líders de la UE que proporcionessin un calendari clar per a l'adhesió de Bulgària a l'espai Schengen abans de finals de 2023, afirmant que la pertinença a Schengen era fonamental per a «la dignitat búlgara com a part de la família europea».
Rumen Radev ha estat crític amb l'adhesió de la República de Macedònia del Nord a la UE. Radev s'ha oposat a la possibilitat d'aixecar el veto a l'eurointegració de Macedònia del Nord, com a mínim fins que els búlgars s'incorporin a la Constitució de Macedònia del Nord. També ha demanat més accions a nivell de la UE per evitar els discursos d'odi contra els búlgars que viuen a Macedònia del Nord.
El dia de l'atac de Hamàs a Israel, Radev va fer una declaració a la xarxa social X condemnant l'atac dirigit per Hamàs a Israel i expressant la seva solidaritat amb Israel. Radev va participar en una «pregària per la pau» a la Sinagoga Central de Sofia, juntament amb altres polítics búlgars, expressant el seu disgust pels «actes cruels i violents comesos pels terroristes» i la seva solidaritat amb l'estat d'Israel.
El Ciutadans pel Desenvolupament Europeu de Bulgària (GERB) va guanyar les eleccions de 2023 amb la coalició reformista Continuem el Canvi-Bulgària Democràtica a poca distància, i els dos partits van decidir governar junts amb un primer ministre rotatiu que havia de canviar cada nou mesos, per intentar trencar el gran bloqueig polític per falta de majories i l'enfrontament entre tots els partits polítics la corrupció i diferències entre forces pro russes i pro occidentals sobre la guerra russo-ucraïnesa, aconseguint el suport de dos dels trenta-cinc diputats del Moviment pels Drets i les Llibertats. L'acord es va trencar quan Mariya Gabriel hauria d'haver ocupat el lloc de primera ministra pel GERB, després que ho fes Nikolai Denkov. i es van tornar a convocar eleccions per al 9 de juny de 2024. El president Radev va nomenar l'independent Dimitar Glavchev com a primer ministre d'un govern provisional, però la incapacitat dels partits per arribar a acords va causar que es convoquessin noves eleccions per al 27 d'ocubre.